# Kelsey Bevan
Kelsey Bevan (Auckland, 10 de abril de 1990) é uma remadora neozelandesa, medalhista olímpica.

## Carreira
Formada pela Manurewa High School, Bevan conquistou a medalha de prata nos Jogos Olímpicos de Verão de 2020 em Tóquio com a equipe da Nova Zelândia no oito com feminino, ao lado de Ella Greenslade, Emma Dyke, Lucy Spoors, Grace Prendergast, Kerri Gowler, Beth Ross, Jackie Gowler e Caleb Shepherd, com o tempo de 6:00.04.